# آیت میلک
ایت میلک (به فرانسوی: Ait Milk) یک منطقهٔ مسکونی در مراکش است که در سوس ماسه درعه واقع شده‌است.

## خصوصیات
ایت میلک ۱۱٬۴۱۴ نفر جمعیت دارد.